# 極地長征
是一部在2006年出品的美國電影，由華特迪士尼影業發行，法蘭克·馬歇爾執導，大衛·迪吉利歐擔任編劇，保羅·沃克、傑森·畢格斯、布魯斯·葛林伍等人主演。該片在美國於2006年2月17日上映，台灣則是於2006年4月7日上映。

## 背景
本劇改編自1958年日本派遣越冬觀測隊的真實事件，在1983年，根據此事改編的故事《南極物語》在日本上映，《極地長征》同樣改編自1958年的真實事件，只是時代由1958年改為雪橇犬最後前往南極的前一年，即1993年。

## 劇情
1993年，一支由美國科學研究基金會贊助的探險隊前往南極尋找一塊墜落在南極的神秘隕石，傑瑞·薛佛德（保羅·沃克飾演）是他們的嚮導。這天，探險隊中其中一名科學家戴維斯·麥克拉倫（布魯斯·葛林伍飾演）希望到梅爾本山尋找和隕石有關的證據，不過由於氣候太過惡劣，無法使用冰上摩托車，於是傑瑞利用雪橇幫助麥克拉倫到達梅爾本山。就在他們尋找證據時，遇上有史以來最大的暴風雪，探險隊駐紮的基地決定撤離，緊急通知傑瑞和麥克拉倫叫他們快點趕回來。傑瑞和麥克拉倫聞訊，趕緊返回基地，沒想到在途中，麥克拉倫不慎踩破了薄冰，掉進了刺骨的冰水當中，幸好八隻雪橇犬在傑瑞的指揮之下救起了麥克拉倫。
在傑瑞和麥克拉倫返回基地後，由於當地的暴風雪越來越大，基地人員必須馬上撤離，但是飛機的空間不足，沒辦法把雪橇犬一起帶走，於是傑瑞只好先將雪橇犬綁在基地周圍，打算過兩天再回來接牠們。沒想到南極的暴風雪越來越大，根本無法帶雪橇犬回來，傑瑞雖然試圖再度回去南極接牠們，但是隨著時間過去，他也覺得牠們存活的機會越來越低，只能等春天來臨時再回來接牠們。
被拋棄的八隻雪橇犬開始獨立求生，牠們掙脫了項圈，互相依靠，在共同抵禦嚴寒積雪的同時，還要為了填飽肚子與身形龐大的海豹搏鬥。其中一隻雪橇犬老傑克因為太老，不願再動，最後在項圈的束縛下結束了生命。而另一隻雪橇犬杜伊因為追逐極光而摔傷，凍死在雪中。其餘的雪橇犬則是相濡以沫，不斷地互相幫助以撐過每一天的寒冷與飢餓。6個月後，仍掛念著牠們的傑瑞又開始找尋能回到南極的辦法，幸而獲得探險隊其他成員與麥克拉倫的協助，排除萬難返回南極基地尋找雪橇犬。最終傑瑞與倖存的六隻雪橇犬重逢，雪橇犬獨立求生的艱困生活至此宣告結束。

## 演員
| 演員            | 角色           | 介紹 |
| --------------- | -------------- | ---- |
| 保羅·沃克       | Jerry Shepard  |      |
| 布魯斯·格林伍德 | Davis McClaren |      |
| 贾森·比格斯     | Charlie Cooper |      |
| 穆恩·布拉得古德 | Katie          |      |
| 溫蒂·克勞森     | Eve McClaren   |      |
| 鄧肯·弗雷澤     | Captain Lovett |      |
| 達蒙·約翰遜     | Jamison        |      |

## 雪橇犬
| 角色   | 介紹 |
| ------ | --- |
| 巴克   | 是電影之中體型最大的雪橇犬，體重超過了120磅，最後平安歸來。 |
| 杜伊   | 八隻雪橇犬當中與杜魯門是雙胞胎，左眼上有個傷疤是被雙胞胎兄弟杜魯門咬傷了，杜伊最後則是因為追逐極光摔傷凍死在雪中。                                             |
| 瑪雅   | 是雪橇犬中的領導者，也是傑瑞最倚重的雪橇犬，最後在與金錢海豹爭搶鯨魚肉時遭到海豹咬傷左後腿，所幸最後在傑瑞臨走前，由麥斯領導傑瑞找到瑪雅，瑪雅也順利的歸來了。 |
| 麥斯   | 是雪橇犬當中最年幼的，不過後來在瑪雅受傷之後領導整個狗群，牠也領導傑瑞找到了瑪雅，最後平安歸來。                                                               |
| 老傑克 | 10歲，雪橇犬中最年長的，最後因為年老而不願離開基地，在寒冷的冬天中結束了自己的生命，遺體也被傑瑞所發現。                                                       |
| 影子   | 雪橇犬之一，最後平安歸來。 |
| 小不點 | 雪橇犬之一，最後也是與其餘的雪橇犬同時歸來。 |
| 杜魯門 | 杜伊的雙胞胎兄弟，同樣也是平安歸來。 |

## 票房
根據BoxOfficeMojo的統計，該片在開片首週就勇奪全美票房冠軍，總共三天在3,066家戲院賺進了20,188,176美元，一間戲院平均有6,584美元的票房收入，最後該片在6月1日下檔，該片全球票房收入120,453,565美元（北美：81,612,565美元、外地：38,841,000美元）。
| 上一届： 《粉紅豹》 | 2006年全美週末票房冠軍 2006年12月19日 | 下一届： 《Madea's Family Reunion》 |

## DVD
此片的DVD在2006年6月20日發售。

## 外部連結
- 互联网电影数据库（IMDb）上《Eight Below》的资料（英文）
- Box Office Mojo上《Eight Below》的資料（英文）
- 爛番茄上《Eight Below》的資料（英文）
- Metacritic上《Eight Below》的資料（英文）
- AllMovie上《Eight Below》的资料（英文）
- Yahoo奇摩電影上《極地長征》的資料（繁體中文）
- 開眼電影網上《極地長征》的資料（繁體中文）
- 时光网上《極地長征》的資料（简体中文）
- 豆瓣电影上《極地長征》的資料 （简体中文）